# Up-kvark
Up-kvark er den letteste kvark og den letteste elementarpartikel, som har en ladning. Den har en masse imellem 1,5 og 3,0 MeV/c2 og en ladning på + 2/3 e. Up-kvarken udgør sammen med down-kvarken 1. familie og disse to kvarker udgør elementarpartiklerne i protoner og neutroner, idet en proton består af  to up-kvarker og en down-kvark, mens en neutron består af en up-kvark og to down-kvarker.